# Back to the Shack
"Back to the Shack" (em português: Regresso à Barraca) é uma música da banda americana de rock Weezer, lançada a 22 de Julho de 2014 como o primeiro single do seu nono álbum de estúdio, Everything Will Be Alright in the End. A música foi publicada no canal do YouTube dos Weezer um dia antes do lançamento oficial do single. A música foi composta em resposta aos últimos álbuns da banda, com o vocalista Rivers Cuomo a afirmar que quer regressar às suas raízes. A recepção geral da música tem sido positiva, atingindo o quinto lugar na tabela americana Alternative Songs e o primeiro lugar na tabela canadiana Canada Rock.

## Base de criação e composição
"Back to the Shack" foi composto por Rivers Cuomo e Jacob Kasher Hindlin. A certo ponto, a música era tocada com a transição a conter a letra "we belong to the rock zone" antes de Cuomo, baseado nas sugestões dos fãs, mudou de "rock zone" para "rock world". Rivers Cuomo comentou que "É um exemplo perfeito de como os fãs ajudaram os Weezer". O produtor Ric Ocasek também adicionou uma linha de sintetização à música, com Cuomo a afirmar,
| “ | [Ele] tenteu encontrar diferentes melodias, diferentes ritmos e todas estas coisas diferentes. Eu não conseguia decifrar o código. Então nós tivemos de seguir em frente e gravá-la de qualquer forma, pelo que o fizemos. | ” |

Cuomo explicou que a letra se refere ao quanto se sentiu mal pela direcção que a banda tomou em algum do seu material passado. Este admitiu que por vezes "foi além do limite" e expressou o seu desejo de criar "uma gravação de rock alternativo clássico". A palavra "shack" (em português: barraca) relaciona-se com a Amherst House, uma casa onde alguns dos membros originais da banda viveram e gravaram algumas das demos.
Em termos de letra, "Back to the Shack" lida com o tema da nostalgia e o desejo da banda voltar "às raízes de 1994". Dave Lewis afirmou que a música serve de continuação temática a duas músicas anteriores dos Weezer, "In the Garage" e "Memories". A música também lida com a relação dos Weezer com os seus fãs e serve de "desculpas pelas duas décadas passadas e a promessa de abraçar as suas raízes nerds". Os primeiros versos da música — "I'm sorry guys, I didn't realize that I needed you so much" — são uma referência clara a este facto. A música tem sido categorizada como rock alternativo e power pop.

## Recepção
"Back to the Shack" recebeu revisões positivas por parte dos críticos musicais. Carolyn Menyes da Music Times descreve "Back to the Shack" como sendo instrumentalmente similar ao segundo álbum da banda, Pinkerton, afirmando que a música "apresenta-se para durar, sendo que o rumo de acontecimentos no refrão não é nada mais do que um ritmo viciante". Mike Ayers do The Wall Street Journal descreveu a música como "três minutos de alegria pura dos Weezer", particularmente pelos "seus acordes simples e mesmo assim pesados e letra auto-depreciativa", enquanto o crítico Colin Joyce da Spin elogiou a música pelos seus "refrões antológicos e acordes de guitarra anti-heróicos". O crítico Dave Lewis da HitFix classificou a música como sendo "rock genérico", apesar de ter elogiado a transição e ter considerado que a música, como um todo, seja "muito mais promissora" que os lançamentos anteriores da banda.
Pela Billboard, Chris Payne posicionou a música como o quinto melhor single da banda, colocando-se numa melhor posição que "Hash Pipe", "(If You're Wondering If I Want You To) I Want You To" e "Memories". Hilary Hughes da Fuse louvou-a como o regresso ao som antigo da banda, dizendo que é "...uma visão promissora daquilo que é certo ser uma faixa satisfatória para os novos e antigos fãs". Ian Rodgers do The Vine comentou que a música "Soa exactamente a uma banda de Los Angeles altamente profissional e grosseiramente comercial a tocar uma música do género dos Weezer sobre os Weezer a regressarem às suas raízes".

## Lançamento e actuações ao vivo
"Back to the Shack" foi lançado como o primeiro single de Everything Will Be Alright in the End a 22 de Julho de 2014. No dia anterior ao seu lançamento, a música foi enviada às estações de rádio e publicada no canal de YouTube da banda.
Antes do lançamento, a música foi tocada em Fevereiro durante o Cruzeiro dos Weezer de 2014. A banda tocou o single no The Tonight Show Starring Jimmy Fallon a 23 de Julho, a primeira apresentação da música na televisão.

## Vídeo musical
O vídeo musical para "Back to the Shack" foi realizado por Warren Fu e lançado a 29 de Setembro de 2014 no espaço Vevo do YouTube. O vídeo apresenta a banda a tocar a música numa zona potencialmente lunar.

## Lista de Faixas
Download digital
| N.º | Título              | Compositor(es)                     | Duração |  |
| 1.  | "Back to the Shack" | Rivers Cuomo, Jacob Kasher Hindlin | 3:07    |  |

## Desempenho nas tabelas
| Top                                              | Melhor posição |
| ------------------------------------------------ | -------------- |
| Canadá - Billboard Canadian Hot 100              | 72             |
| Canadá - Billboard Canada Rock                   | 1              |
| Estados Unidos - Billboard Alternative Songs     | 5              |
| Estados Unidos - Billboard Mainstream Rock Songs | 5              |
| Estados Unidos - Billboard Rock Airplay          | 4              |
| Estados Unidos - Billboard Rock Digital Songs    | 37             |
| Estados Unidos - Billboard Rock Songs            | 13             |
| Estados Unidos - Billboard Twitter Pop Tracks    | 37             |
| Japão - Billboard Japan Hot 100                  | 64             |
| México - Billboard Mexico Ingles Airplay         | 35             |

## Pessoal
- Rivers Cuomo — guitarra principal, vocalista
- Patrick Wilson — bateria
- Brian Bell — guitarra, vocalista de apoio
- Scott Shriner — baixo, vocalista de apoio
- Ric Ocasek — produtor